# Filón Sur

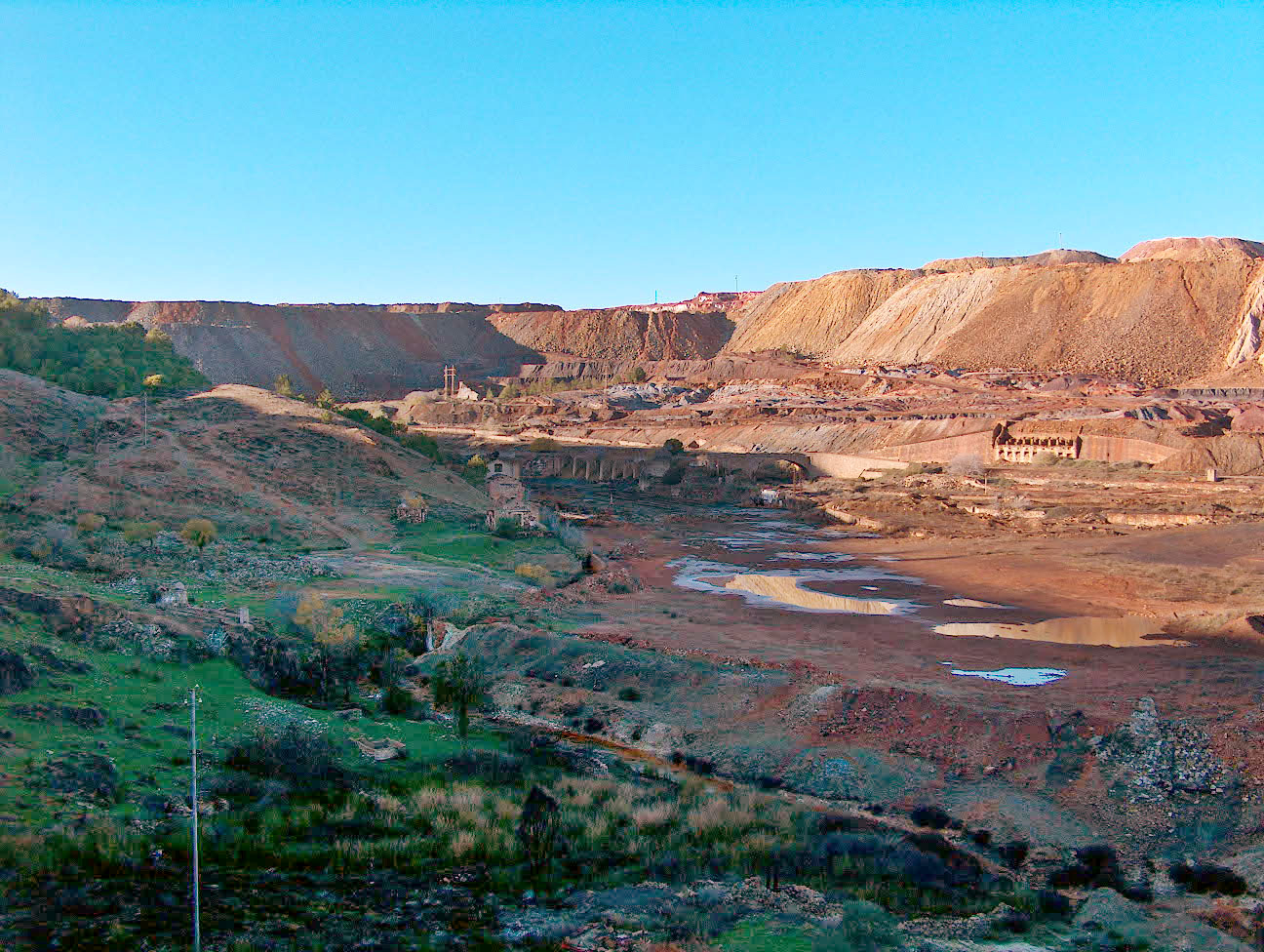
Antiguo complejo ferroviario de Río Tinto-Estación, en el Filón Sur.

Filón Sur era una masa mineral localizada en la cuenca minera de Riotinto-Nerva, en el municipio de Minas de Riotinto, provincia de Huelva (España). La fisonomía de la zona se ha visto alterada de forma considerable lo largo de su historia debido a las diversas labores mineras que se han realizado. En la actualidad una parte del histórico yacimiento forma parte del complejo de Cerro Colorado, que ha acabado abarcando varias explotaciones de la zona.

## Historia
Los primeros trabajos mineros en la zona de Filón Sur se iniciaron durante la Edad Moderna, tras la reactivación de las minas de Riotinto hacia 1725. En aquella época el yacimiento era conocido de forma coloquial como «la Mina» y la extracción se realizaba mediante galerías subterráneas. Durante la segunda mitad del siglo XVIII se establecería el poblado de Río-Tinto junto a las explotaciones del Filón.
En 1873 todos los yacimientos de la zona pasaron a manos de la Rio Tinto Company Limited (RTC). Junto al Filón Sur se situó el complejo ferroviario de Río Tinto-Estación y el comienzo de la vía general del ferrocarril de Riotinto, debido a lo cual se levantaron en la zona varias instalaciones destinadas a actividades industriales y metalúrgicas. Este fue el caso de la Fundición Mina (1879), la Fundición Huerta Romana (1889) o la Fundición Bessemer (1901). Bajo dirección británica la explotación del Filón Sur se realizó tanto por minería de interior como también mediante el sistema de explotación a cielo abierto («corta»). Las labores de minería interior se desarrollaron entre 1873 y 1967, mientras que la corta estuvo en activo entre 1874 y 1949. En 1954, al igual que el resto de la cuenca minera, el yacimiento pasó a manos de la recién creada Compañía Española de Minas de Río Tinto (CEMRT). En 1986, con la explotación ya abandonada, la zona fue cubierta de estériles procedentes de otros yacimientos.